# Уотермен (лунный кратер)
Уотермен (лат. Waterman) — крупный ударный кратер в южном полушарии обратной стороны Луны. Название присвоено в честь американского физика Алана Уотермена (1892—1967) и утверждено Международным астрономическим союзом в 1970 г. Образование кратера относится к нектарскому периоду.

## Описание кратера
Ближайшими соседями кратера Уотермен являются кратер Неуймин примыкающий к его западной-юго-западной части; кратер Циолковский на севере; кратер Штарк на востоке; кратер Субботин на юго-востоке и кратер Лампланд на юге-юго-востоке. Селенографические координаты центра кратера 25°42′ ю. ш. 128°11′ в. д. / 25,7° ю. ш. 128,18° в. д., диаметр 74,9 км.
Кратер Уотермен имеет близкую к циркулярной форму и покрыт породами выброшенными при образовании кратера Циолковский. Вал сглажен, от северной части вала в направлении кратера Циолковский отходит широкий хребет. Дно чаши имеет две области с низким альбедо, что обычно является признаком затопления базальтовой лавой. В центре чаши расположено несколько невысоких округлых пиков.

## Сателлитные кратеры
Отсутствуют.

## Галерея
- Кратеры Неуймин (слева) и Уотермен. Снимок с борта Аполлона-15.

## См.также
- Список кратеров на Луне
- Лунный кратер
- Морфологический каталог кратеров Луны
- Планетная номенклатура
- Селенография
- Минералогия Луны
- Геология Луны
- Поздняя тяжёлая бомбардировка